# Шуаны (фильм, 1988)
«Шуаны!» (фр. Chouans!) — художественный фильм французского режиссёра Филиппа де Брока, снятый в 1988 году. Снят по оригинальному сценарию Даниэля Буланже и Филиппа де Брока. Кинематографическая адаптация романа Оноре де Бальзака.

## Сюжет
История восстания на западе Франции в исторической области Бретань в конце XVIII века, известного как шуанерия. Шуаны — крестьяне близлежащих провинций, которые поддержали Бурбонов в их борьбе против республиканского законодательного собрания. Гражданское противостояние жестоко отражается на семье благородного графа Савиньё де Керфардека. Его дети разрываются между революционным духом и верностью дворянскому долгу.

## В ролях
- Филипп Нуаре — Савиньё де Керфардек
- Ламбер Вильсон — Таркин
- Стефан Фрейсс — Орель де Керфардек
- Винсен Шмит — Лот
- Рауль Бильре — Гропьер
- Клодин Дельво — Жанна
- Жан Паредес — Капеллан
- Софи Марсо — Селина